# Tokyu Corporation
La Tokyu Corporation (東急株式会社, Tōkyū Kabushiki-gaisha), communément appelée Tokyu (東急), est un conglomérat japonais. Fondé en 1922 en tant qu'entreprise de transport ferroviaire, elle est la société centrale du Groupe Tokyu (東急グループ, Tōkyū Gurūpu), qui rassemble notamment des entreprises de transport, d'immobilier, de construction, ainsi que des magasins et des hôtels. Son siège social est situé à Shibuya à Tokyo.

## Histoire
La compagnie Tokyu a été fondée le 2 septembre 1922 sous le nom de Chemin de fer électrique de Meguro-Kamata (目黒蒲田電鉄, Meguro Kamata Dentetsu) puis de Chemin de fer électrique de Tokyo-Yokohama (東京横浜電鉄, Tōkyō Yokohama Dentetsu) avant de recevoir le nom de Chemin de fer électrique express de Tokyo (東京急行電鉄, Tōkyō Kyūkō Dentetsu) en 1942.
De 1944 à 1948, la Tokyu englobait les compagnies actuelles Keikyu, Keio et Odakyu sous le nom Dai-Tōkyū (grande Tokyu).
En 2019, elle se sépare de ses activités ferroviaires qui sont transférées à Tokyu Railways, une filiale créée la même année. Le nom japonais de l'entreprise est modifié en Tōkyū (東急), le nom international de l'entreprise n'ayant quant à lui pas subi de modification (Tokyu Corporation).

## Filiales

### Tokyu Railways

#### Présentation
La Tokyu Railways (東急電鉄株式会社, Tōkyū Dentetsu Kabushiki-gaisha) est la principale entreprise ferroviaire du groupe Tokyu. Elle gère plusieurs lignes de banlieue à Tokyo et dans la préfecture de Kanagawa. Son siège social est situé à Shibuya. Elle a été créée en 2019 en reprenant les activités ferroviaires de Tokyu Corporation.

#### Lignes
Le réseau se compose de 8 lignes.
| Symbole | Ligne               | Nom japonais | Terminus                    | Longueur (km) | Gares | Tracé |
| ------- | ------------------- | ------------ | --------------------------- | ------------- | ----- | ----- |
|         | Ligne Tōyoko        | 東横線       | Shibuya - Yokohama          | 24,2          | 21    |       |
|         | Ligne Meguro        | 目黒線       | Meguro - Hiyoshi            | 11,9          | 13    |       |
|         | Ligne Den-en-toshi  | 田園都市線   | Shibuya - Chūō-Rinkan       | 31,5          | 27    |       |
|         | Ligne Ōimachi       | 大井町線     | Ōimachi - Mizonokuchi       | 10,4          | 15    |       |
|         | Ligne Ikegami       | 池上線       | Gotanda - Kamata            | 10,9          | 15    |       |
|         | Ligne Setagaya      | 世田谷線     | Sangen-Jaya - Shimo-Takaido | 5,0           | 10    |       |
|         | Ligne Tamagawa      | 多摩川線     | Kamata - Tamagawa           | 5,6           | 7     |       |
|         | Ligne Shin-Yokohama | 新横浜線     | Shin-Yokohama - Hiyoshi     | 5,8           | 3     |       |

La ligne Kodomonokuni est exploitée par Tokyu Railways mais elle appartient à la compagnie Yokohama Minatomirai Railway.

#### Matériel roulant

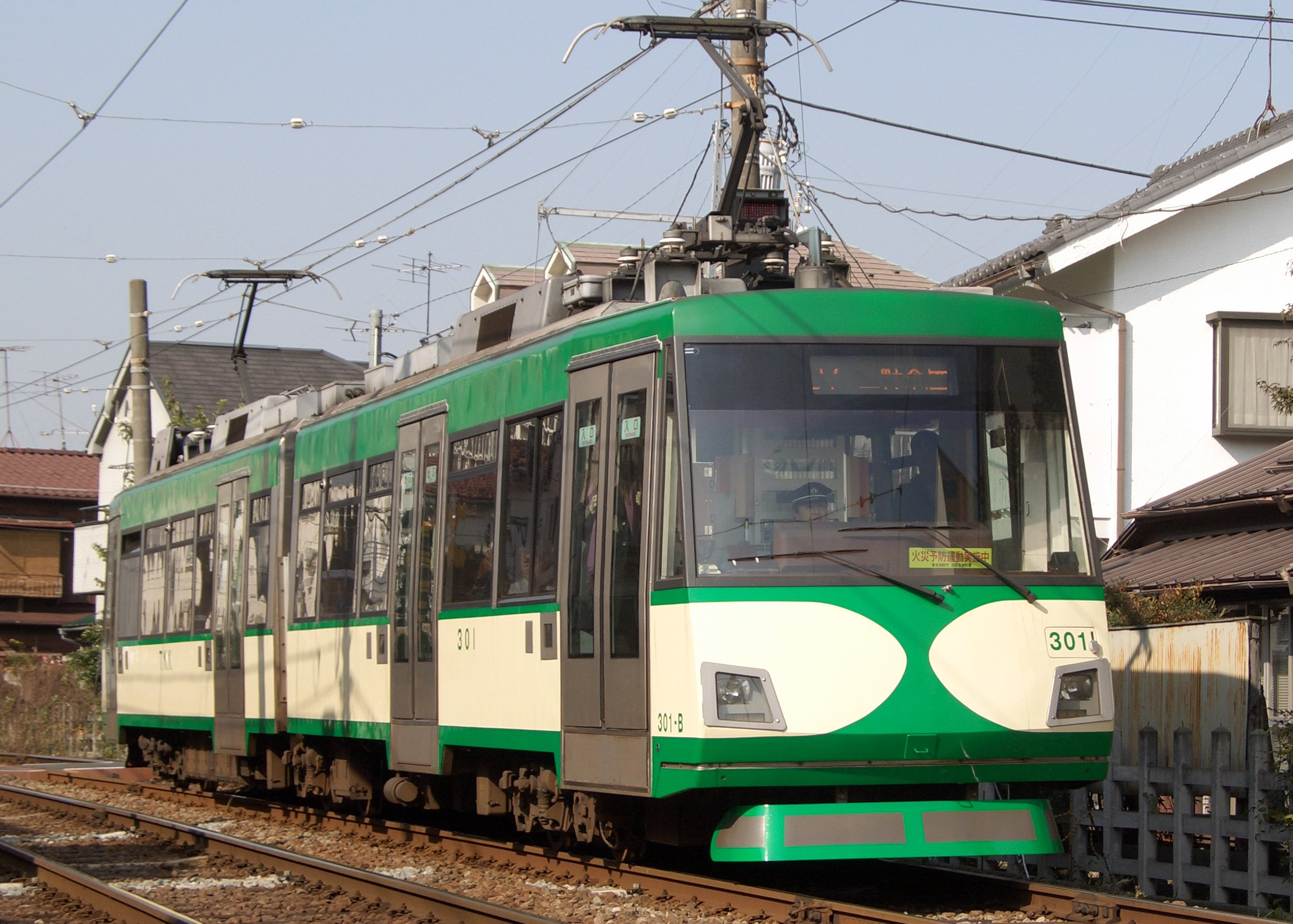
Série 300
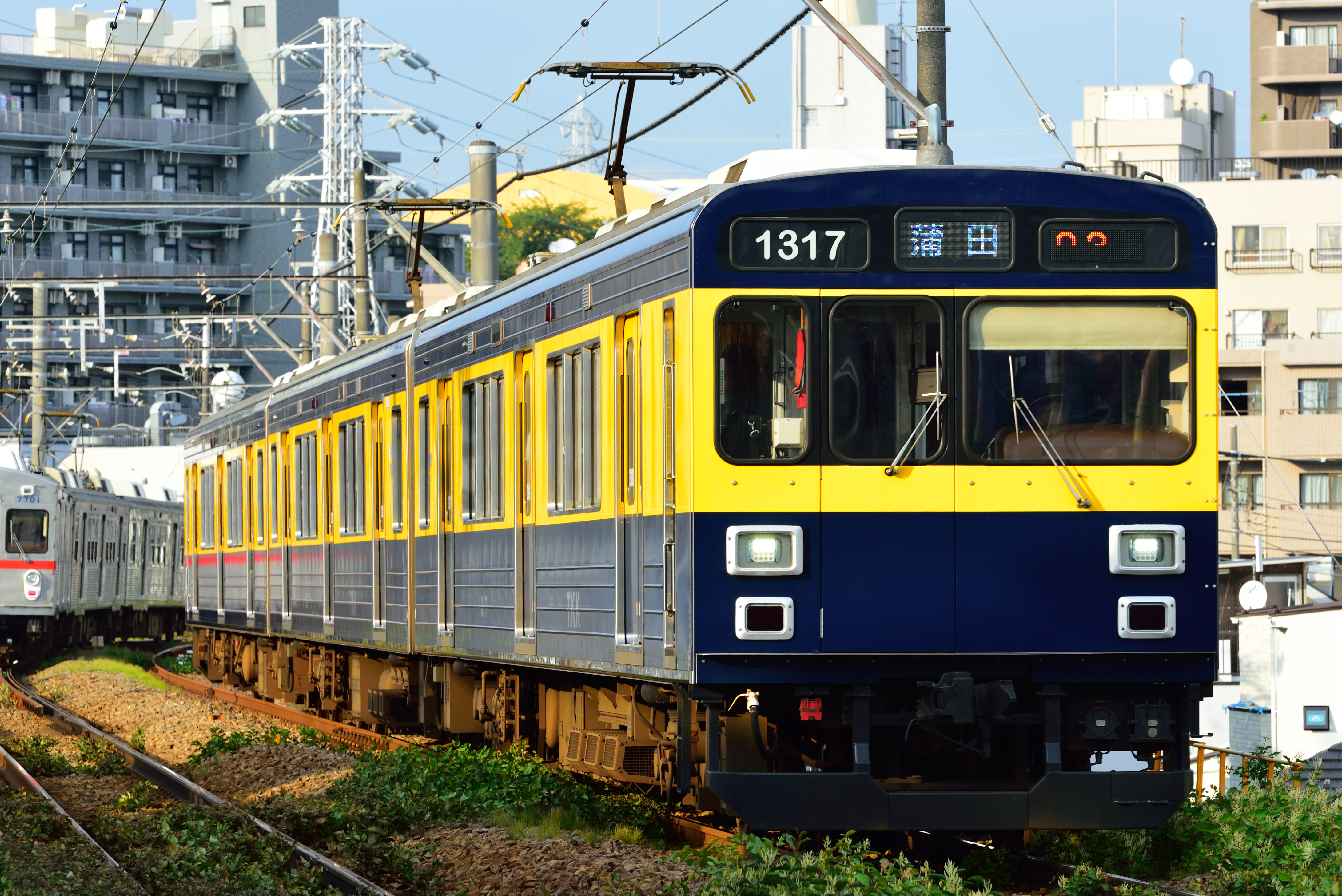
Série 1000
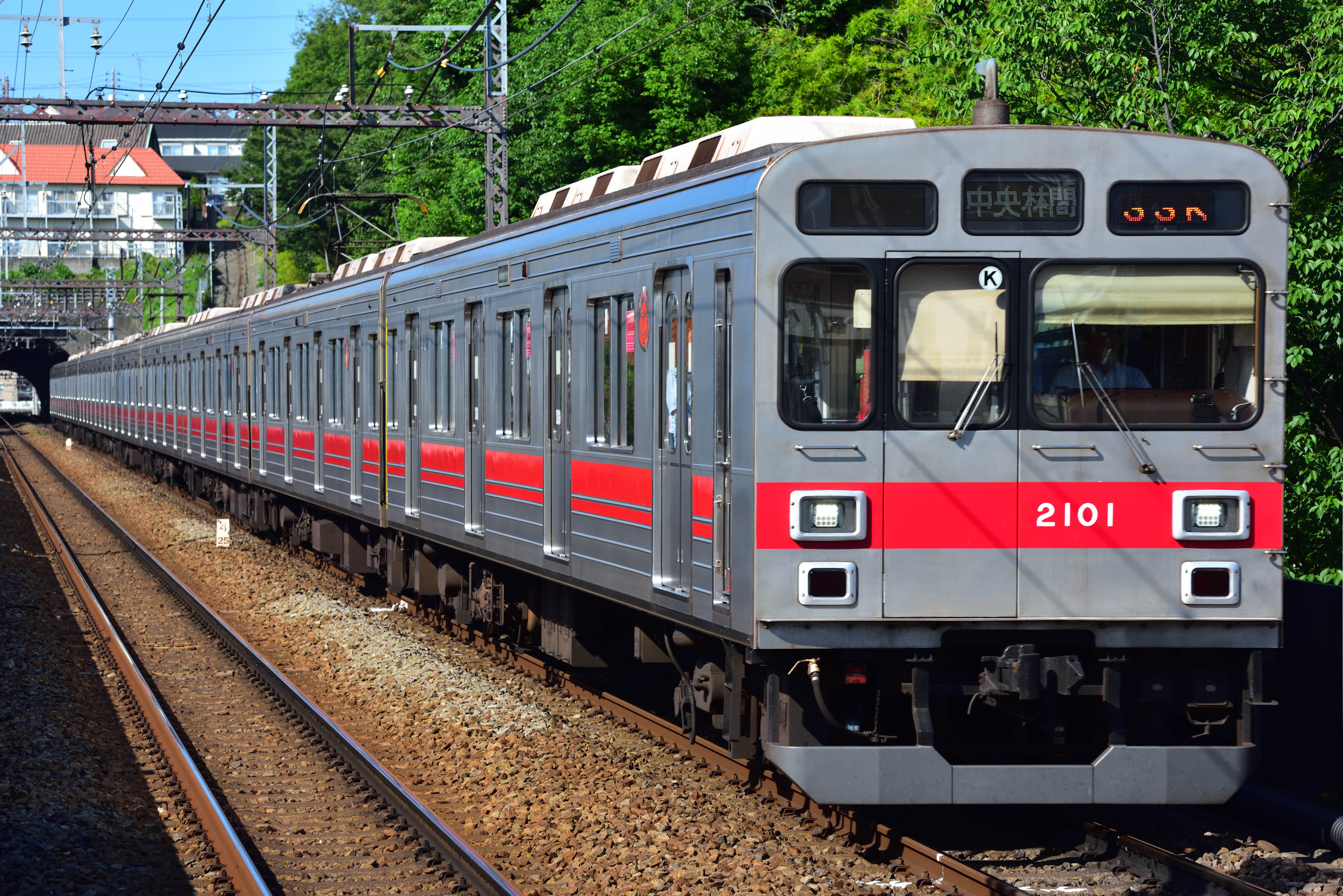
Série 2000
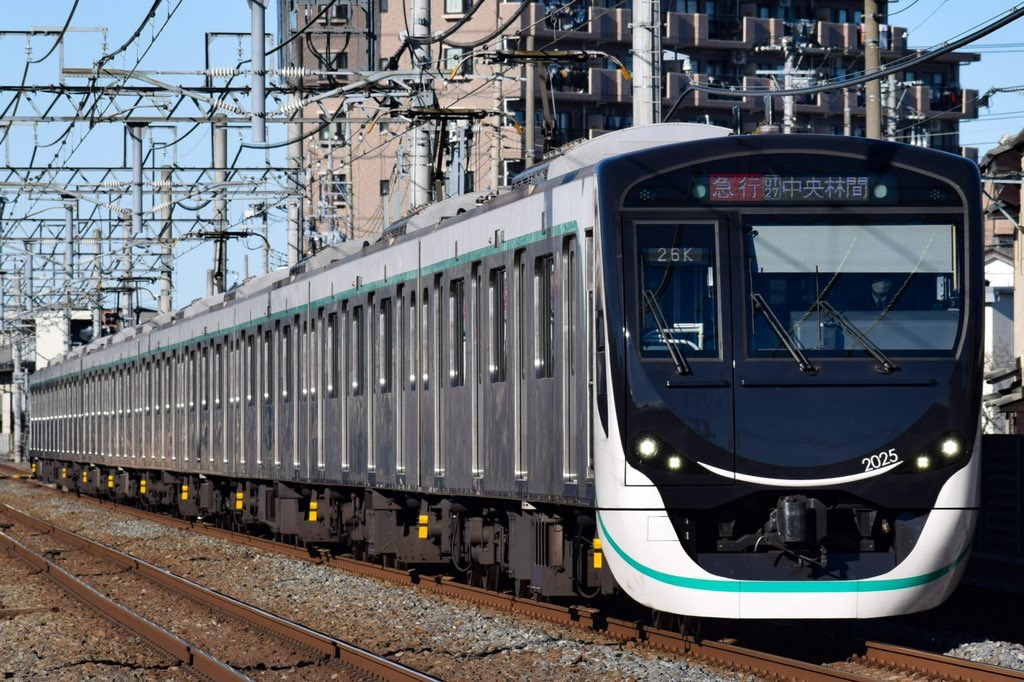
Série 2020
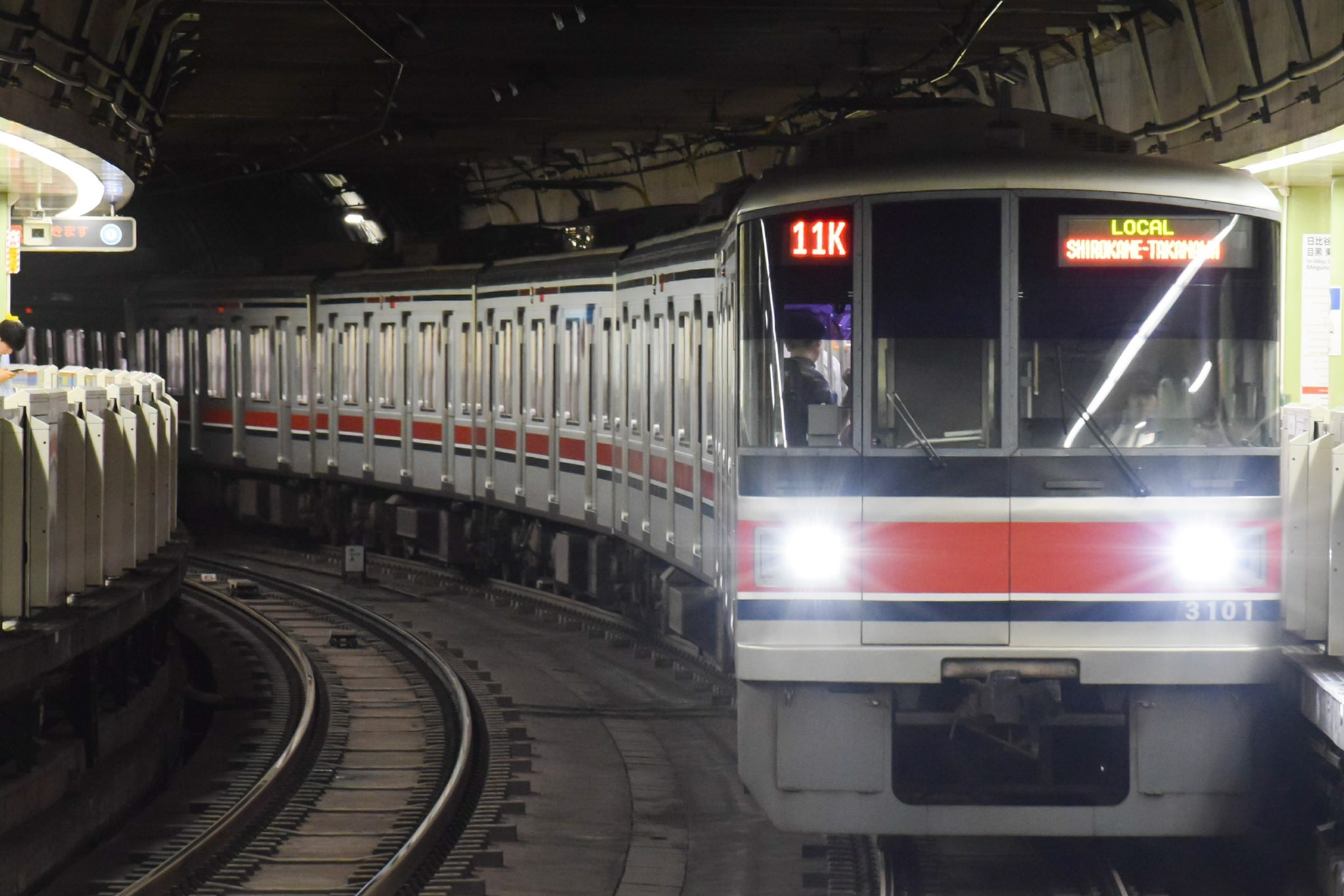
Série 3000
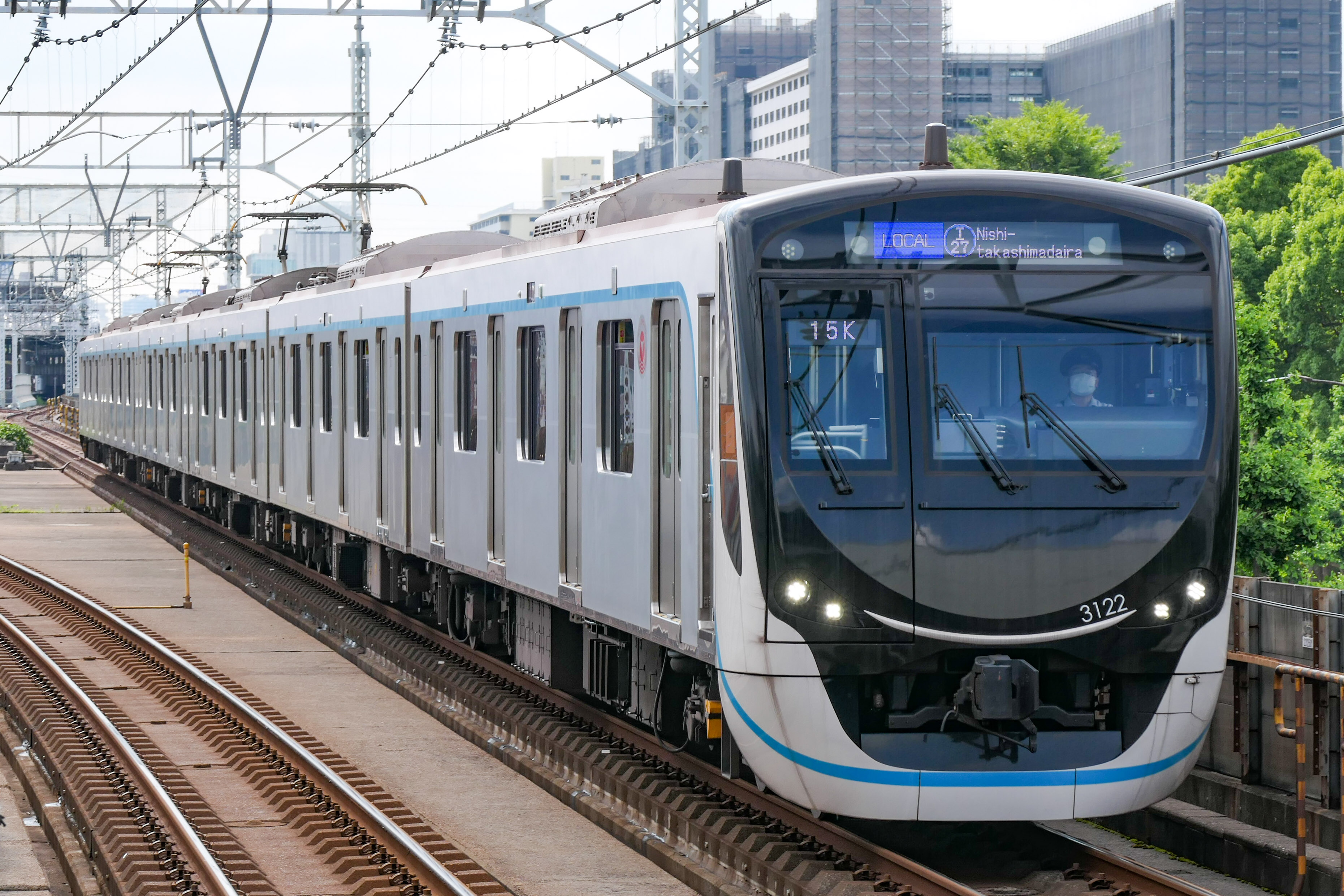
Série 3020
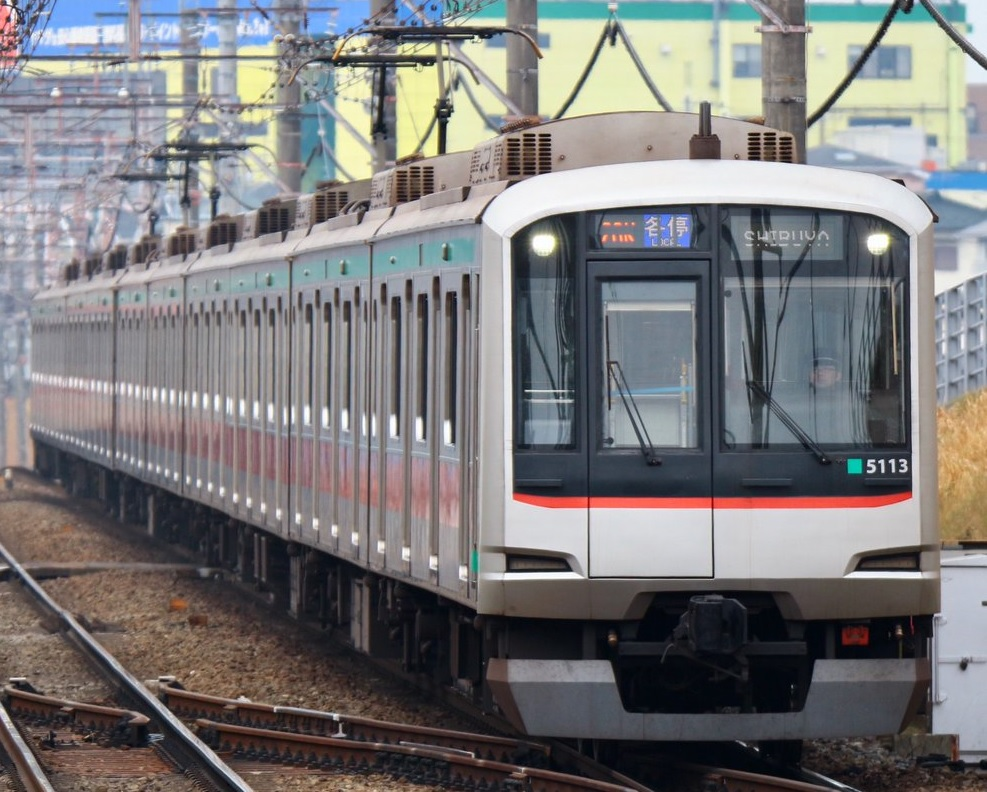
Série 5000/5050/5080
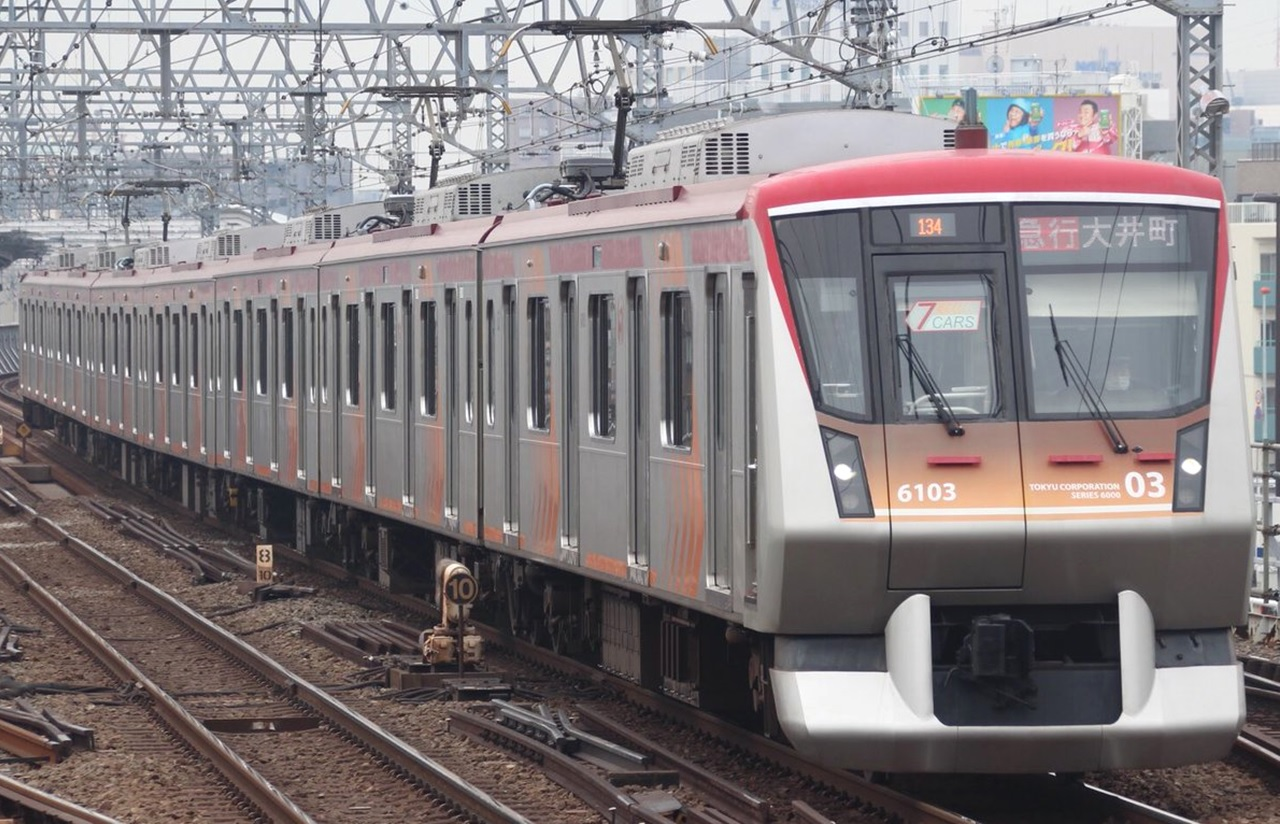
Série 6000
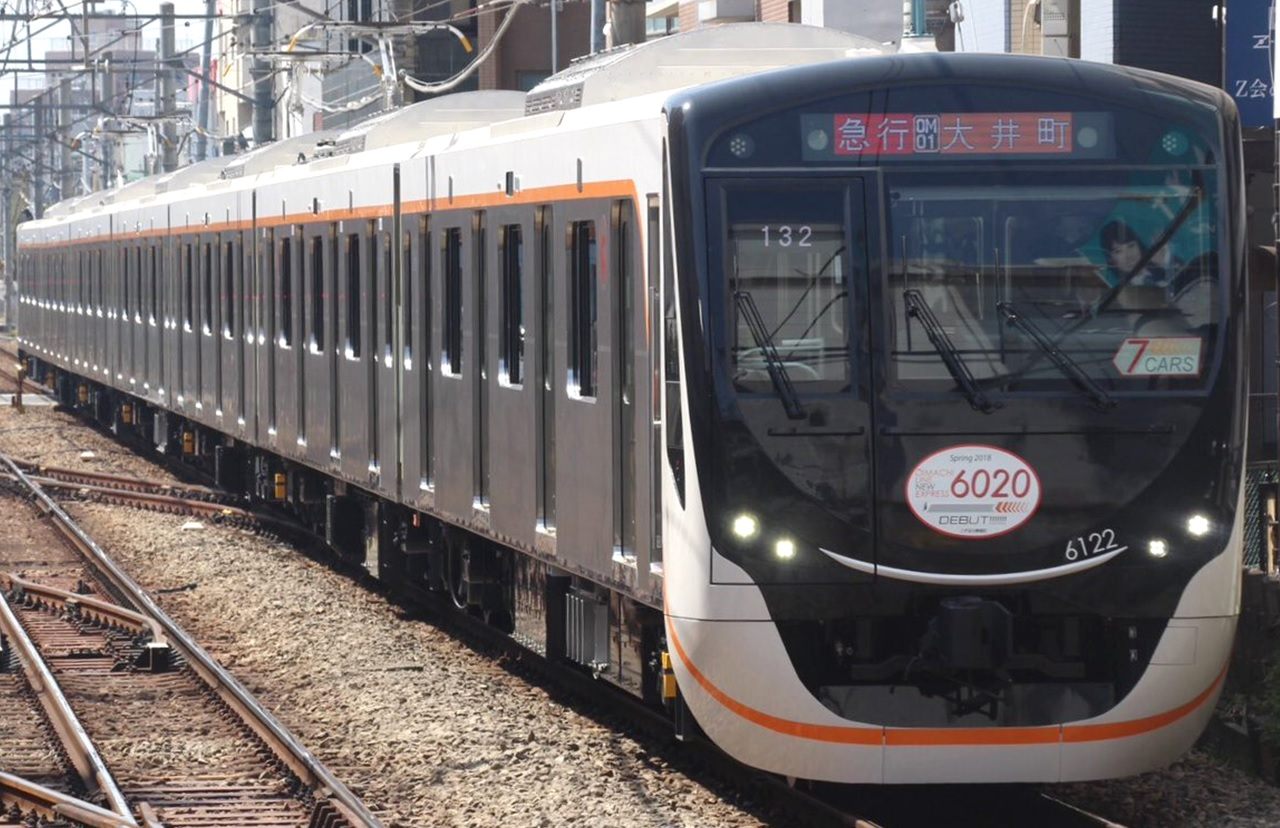
Série 6020
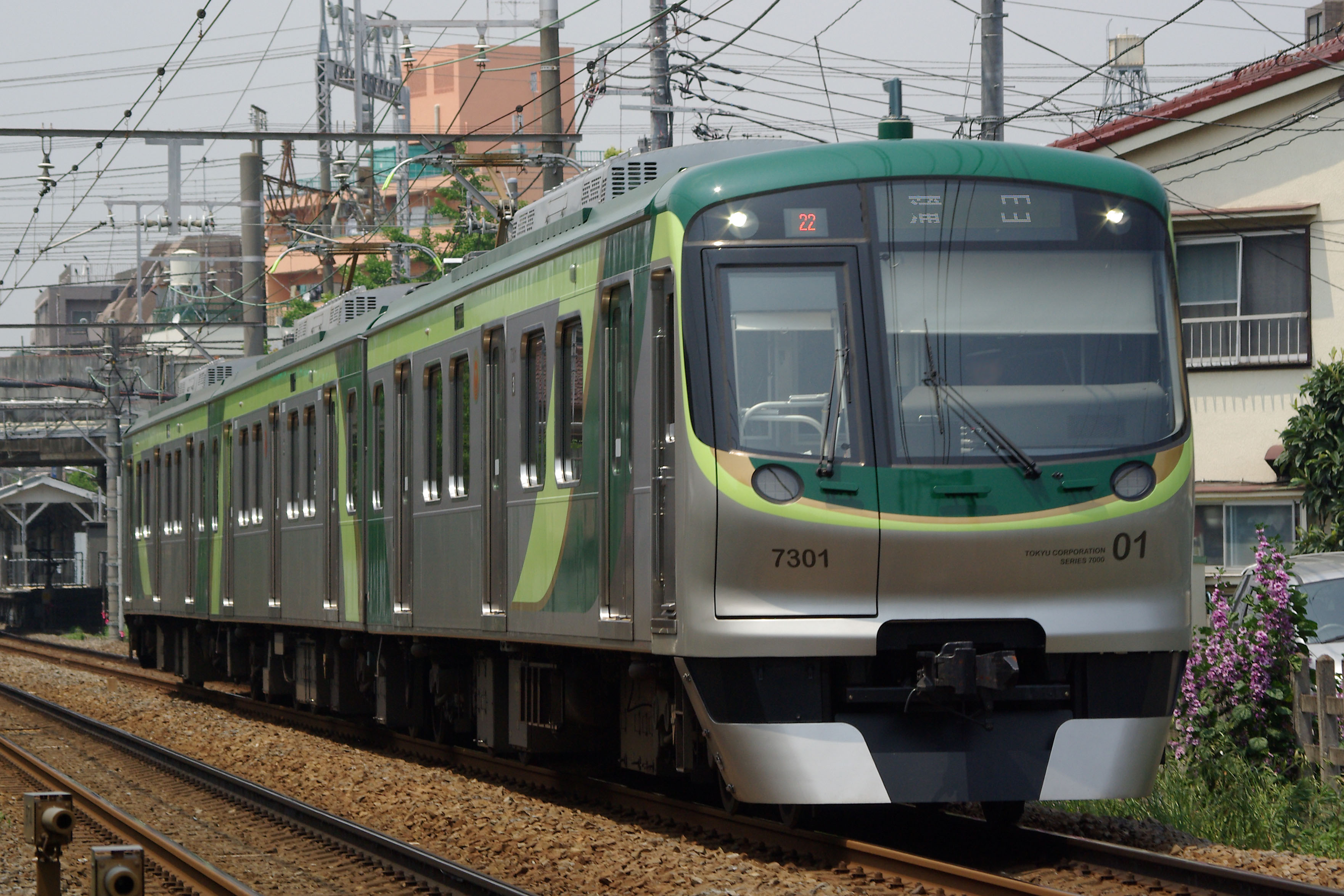
Série 7000
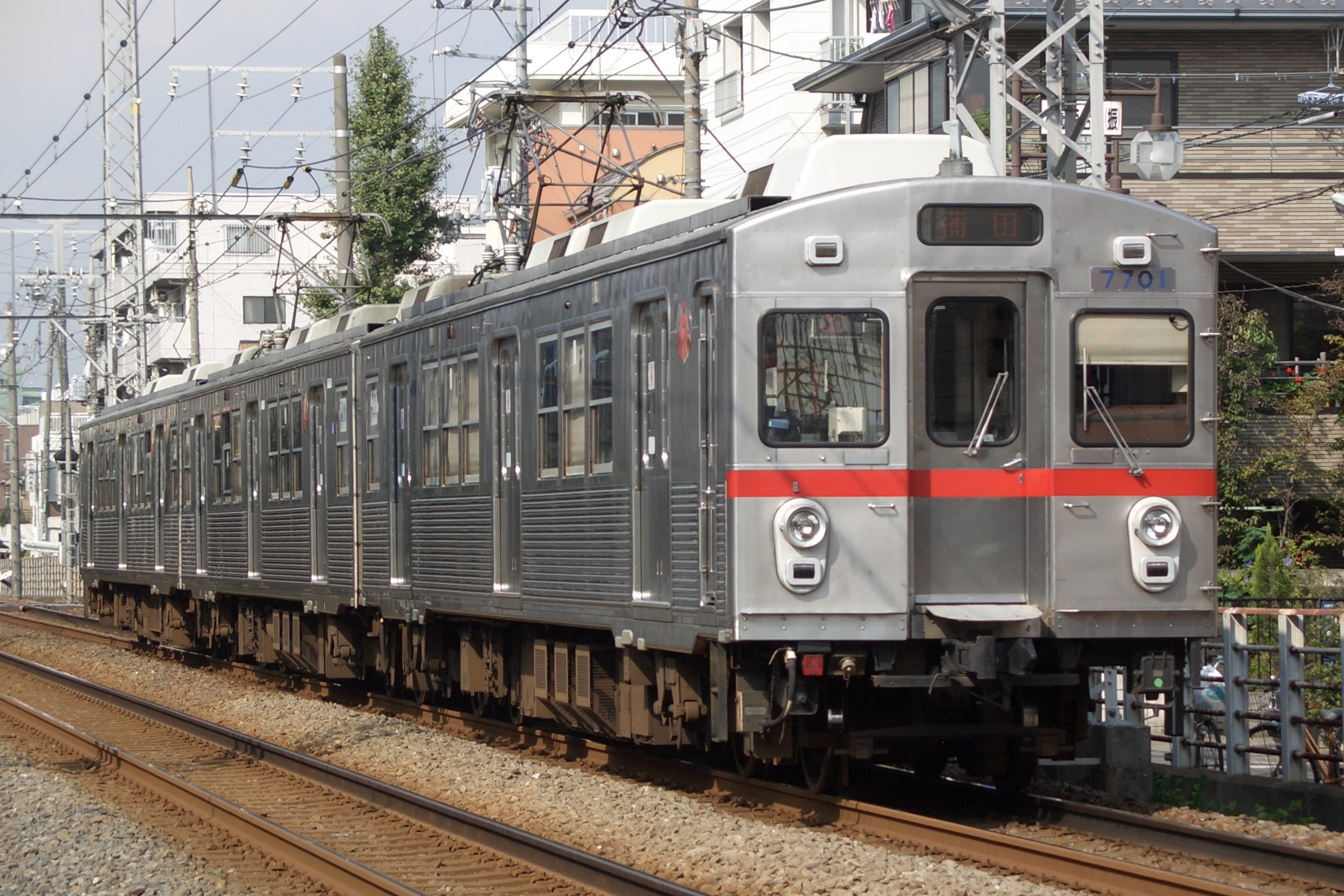
Série 7700
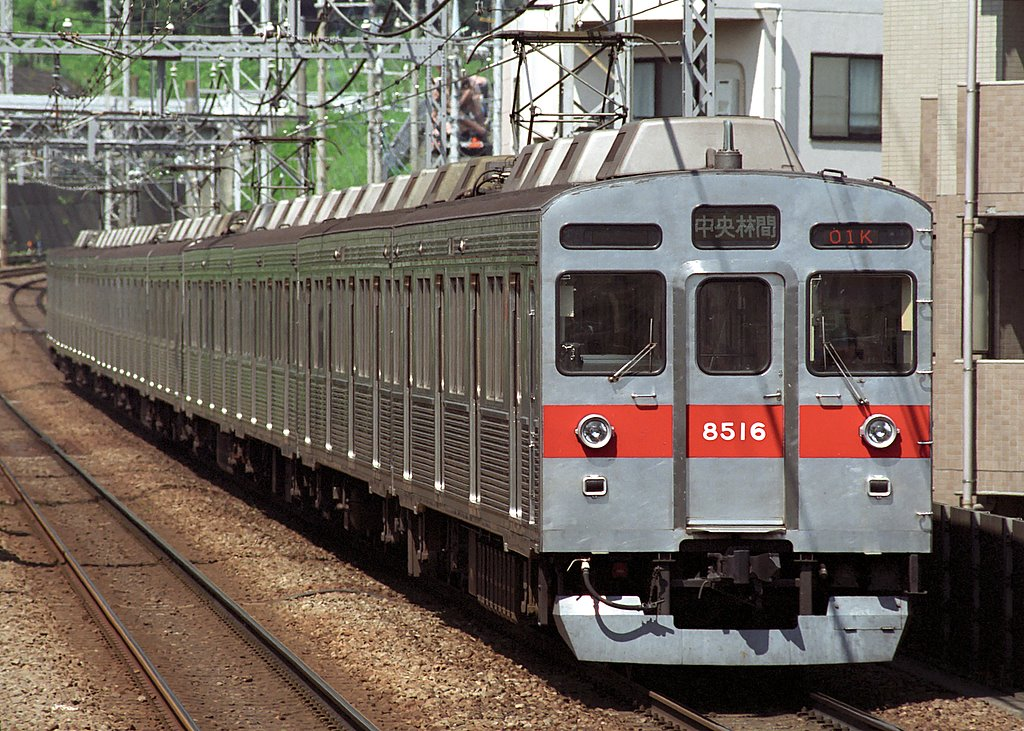
Série 8500/8590
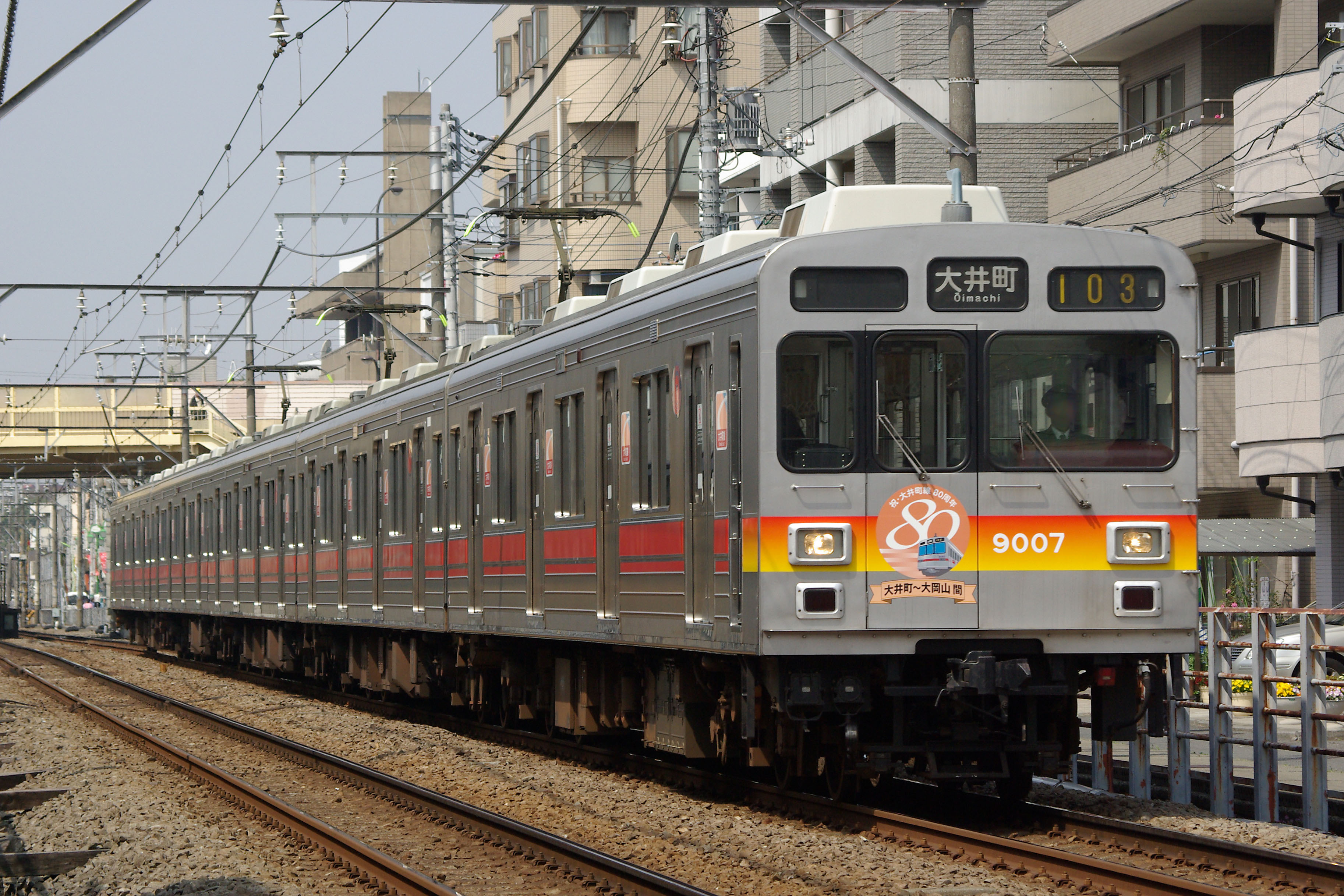
Série 9000

### Autres
Tokyu Corporation détient notamment :
- Izukyu Holdings (qui détient Izukyū Corporation et Shimoda Ropeway Corporation)
- Ueda Kotsu
- Tokyu Bus Corporation
- Jotetsu Corporation